# Maria Eugenia Küng
Maria Eugenia Küng OSB (* 18. April 1805 in Sins; heimatberechtigt in Auw; † 20. Februar 1843 im Sarnen) war eine Schweizer Äbtissin.

## Leben
Maria Eugenia Küng war die Tochter des Andreas Küng und der Anna geborene Vonderach. Sie wurde nahm am Mädchenunterricht im Kloster St. Andreas in Sarnen teil, der ab 1817 im Auftrag der Gemeinde erteilt wurde. Sie legte dort 1824 ihre Profess ab, nachdem das Kloster Hermetschwil ihr den Eintritt wegen schwacher Gesundheit und wegen Mangel an musikalischer Begabung verweigert hatte. Den Namen Eugenia nahm sie an, da sich der Engelberger Abt Eugen von Büren für ihre Aufnahme in Sarnen eingesetzt hatte.
Küng wurde 1834 zur 17. Äbtissin des Benediktinerinnenklosters St. Andreas gewählt. Sie liess ein Beichtigerhaus sowie ein Schulgebäude für den Mädchenunterricht errichten. Küng nahm 1841 die Hermetschwiler Nonnen auf, als der Kanton Aargau im Zuge des Klosterstreits die Klöster aufhob. Ende 1842 konnten diese wieder in ihr Kloster zurückkehren.

## Belege
1. 1 2  Niklaus von Flüe: Maria Eugenia Küng. In: Historisches Lexikon der Schweiz.  16. Februar 2007.
2. 1 2  Helvetia Sacra, Band III/1, S. 1756–1757

| Personendaten    | Personendaten                            |
| ---------------- | ---------------------------------------- |
| NAME             | Küng, Maria Eugenia                      |
| KURZBESCHREIBUNG | Schweizer Äbtissin der Benediktinerinnen |
| GEBURTSDATUM     | 18. April 1805                           |
| GEBURTSORT       | Sins, Schweiz                            |
| STERBEDATUM      | 20. Februar 1843                         |
| STERBEORT        | Sarnen, Schweiz                          |